# 沈唐
沈唐，浙江乌程（今浙江湖州）人，是一名清朝政治人物。举人出身。
沈唐曾于1901年接替汪瑞曾任青浦县知县一职，1901年由钱国选接任，1911年接替趙夢泰代理华亭县知县一职。